# Басараб Ольга Михайлівна
О́льга Михайлівна Басара́б (Левицька) (1 вересня 1889, с. Підгороддя, Рогатинський повіт, Австро-Угорщина, нині Рогатинський район, Івано-Франківська область, Україна — 13 лютого 1924, Львів, Друга Польська Республіка) — громадська діячка Галичини початку XX століття, організаторка благодійної діяльності, учасниця Українського жіночого союзу (Відень), Союзу українок (Львів), Комітету допомоги пораненим і полоненим (Відень), Комітету допомоги цивільному населенню (Відень), дипломат УНР і ЗУНР.

## Життєпис

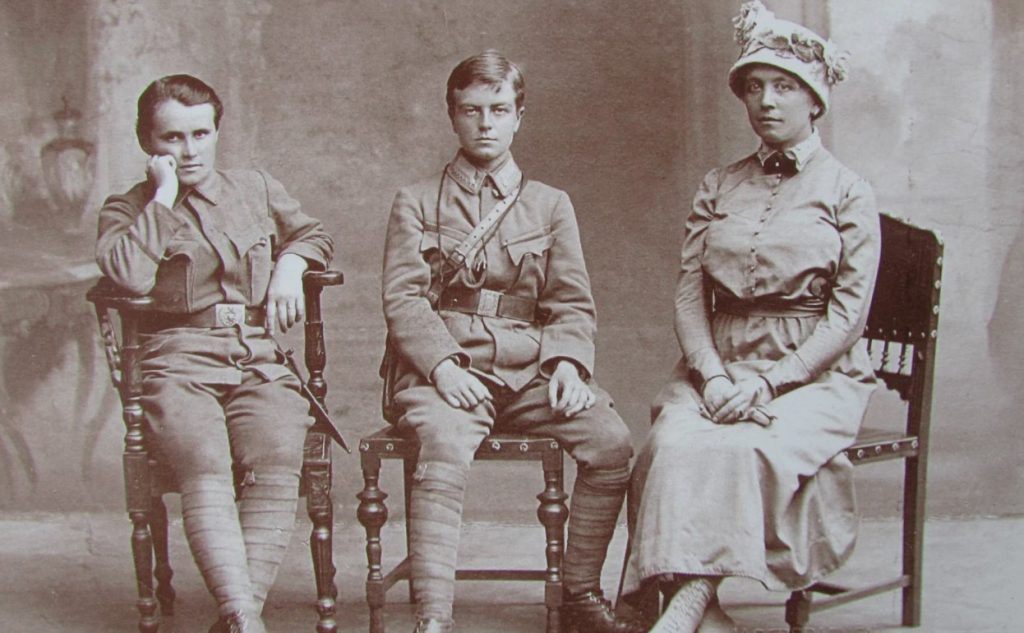
Ганна Дмитерко, Софія Галечко та Ольга Басараб. Відень, 1917

### Родина
Ольга Левицька народилася 1 вересня 1889 року у родині відомого громадського діяча Михайла Левицького (гербу Рогаля) і Сабіни Стрільбицької (гербу Сас). Мала старшу сестру Іванну та молодшого брата Северина. Рано втратили батьків (1902-го помер батько, 1904 року мати).

### Освіта
Навчалася в приватному пансіоні для дівчат у Вайсвассері (Сілезія), ліцеї Українського інституту для дівчат у Перемишлі (1902—1909) та однорічних курсах у Віденській торговій академії. З 1910 року працювала в страховому товаристві «Дністер», Земельному іпотечному банку. У 1910—1911 роках викладала у торговій школі та водночас проходила практику в Українському Кредитовому Союзі у Тернополі.

### Одруження
10 жовтня 1914 року одружилася з українцем із Буковини, студентом «Львівської Політехніки» Дмитром Басарабом. Молодята повінчалися в церкві святої Варвари у Відні. Їхнє знайомство відбулося ще під час перебування в Перемишлі, де Дмитро навчався в гімназії. Пізніше, вже студентом-політехніком, він освідчився їй у коханні. Займався громадською діяльністю, очолював студентську організацію «Основа», активно долучався до дебатів, на яких обговорювались теми національно-визвольного руху поневолених народів Австро-Угорщини.
Невдовзі чоловік отримав повістку до війська і опинився на фронті, у званні молодшого офіцера австро-угорської армії. Менше, ніж через рік після одруження, 22 червня 1915 року Дмитро загинув на італійському фронті й був нагороджений посмертно Хрестом за Заслуги ІІІ класу Австро-Угорської імперії.

### Суспільно-політична діяльність
Політичну кар'єру Ольга Басараб розпочала як працівниця уряду Євгена Петрушевича. Стала організаторкою першої жіночої чоти легіону Українських січових стрільців у Львові. У 1918—1923 роках працювала секретарем українського посольства у Фінляндії, бухгалтером посольства України у Відні, водночас була українською розвідницею. З метою збору військово-стратегічної та політичної інформації вона відвідувала Данію, Німеччину, Норвегію та інші держави. Провадила харитативну та просвітницьку діяльність у «Комітеті допомоги раненим і полоненим» у Відні та в «Комітеті допомоги цивільному населенню», за що відзначена міжнародною організацією Червоного Хреста. Член управи Українського жіночого союзу у Відні.
Після ліквідації дипломатичних представництв УНР 1923 року Ольга переїхала до Львова, де стала членом Головної управи філії Союзу українок у Львові, активно співпрацювала з Українською військовою організацією (УВО), була зв'язковою полковника Євгена Коновальця.

### Арешт
Як членкиню УВО Ольгу Басараб заарештувала польська поліція. О шостій годині ранку 9 лютого 1924 року до квартири, яку вона винаймала разом зі Стефанією Савицькою на вул. Виспянського (нині — Вишенського), увірвалася польська поліція. Під час обшуку з шафи з-під одягу Ольги Басараб випадково випав пакунок. Жінка підняла його і притиснула до себе. Жест здався поліціянтам підозрілим. У пакунку виявили розвідувальні матеріали про дислокацію військових частин всієї польської армії й обох жінок було вирішено заарештувати. Їх звинуватили в шпигунстві водночас на користь ваймарської Німеччини та більшовицької України та ув'язнили в тюрмі на вул. Яховича, де Ольга Басараб провела три дні (нині — академіка Кучера № 5, де тепер розміщений РВВС Шевченківського району). Ольгу Басараб та Стефанію Савицьку обвинуватили в шпигунстві водночас на користь Берліна та Києва

### Загибель
Під час жорстоких допитів, що їх проводив слідчий львівської в'язниці (Бригідки) Міхал Кайдан, Ольга відмовилася свідчити. Два останніх допити відбулися 12 лютого: перший провели відразу після обіду, другий, виснажливий, тривав з 9 вечора до 3 години ночі. На ранок 13 лютого Левицьку знайшли повішеною за нез'ясованих обставин на ґратах вікна камери № 7. Дослідження показали, що останні дні життя Ольга провела, зазнаючи страшних тортур, зокрема, на тілі були численні гематоми, сліди від катування електричним струмом, у жінки були вивернуті суглоби.
Завдяки агентам УВО у цій в'язниці не вдалося приховати факту смерті Ольги Басараб. Маніпуляції польської поліції спричинили масове обурення. Кампанію протесту розпочав «Союз українок» (Ольга була бухгалтером цього товариства) 20 лютого, акцію продовжили інші українські товариства Львова, Галичини й осередків еміграції. Голова українського клубу в сеймі Республіки Польща Сергій Хруцький виступив з інтерпеляцією (депутатським запитом). Єврейський клуб узагалі вимагав створити спеціальну депутатську комісію для дослідження умов утримання в'язнів у польських в'язницях. Польська влада змушена була розпочати слідство.
26 лютого відбулася ексгумація тіла Ольги Басараб. Після розтину трупа загиблу перепоховали на Янівському цвинтарі за участі декількох тисяч львів'ян і кількасот поліціянтів. Очолили похоронну процесію десять священників. Домовину з тілом несли студенти. Після похорону відбулася масова демонстрація.
Серед лікарів, які проводили розтин, був єдиний українець — доктор Мар'ян Панчишин. Адвокатом родини загиблої був Степан Шухевич. Слідство у справі загибелі Ольги Басараб невдовзі припинили «за відсутністю складу злочину».
Похована на полі № 13 Янівського цвинтаря.

## Нагороди та визнання
1. За благодійну працю на фронтах Першої світової війни Ольга Басараб-Левицька нагороджена пам'ятною відзнакою австро-угорської армії (у 1917 році, з нагоди четвертої річниці Різдва);
2. почесною срібною медаллю Міжнародного товариства Червоного Хреста з військовою відзнакою (нім. Silberne Ehrenmedaille vom Roten Kreuz Österreich, на банті для жінок[5]), завіреною почесним головою Червоного Хреста ерцгерцогом Францом Сальваторе.

## Вшанування пам'яті
- У Буенос-Айресі (Аргентина), в бібліотечному залі «Просвіти» встановлена пам'ятна табличка на честь 50-річчя від дня народження О. Басараб.
- У Канаді (Саскачеван), встановлено скульптурне погруддя О. Басараб під час II Крайової конференції Організації Українок Канади (ОУК) імені О. Басараб (5 липня 1936 року). У тому ж році ОУК видала у Саскачевані драму Олександра Лугового «Ольга Басарабова».
- Культурно-просвітницьке товариство імені Ольги Басараб-Левицької (Львів) створило правовий консультаційний центр з метою підтримки українських жінок через діяльність освітніх гуртків, курсів, проведення вистав, концертів, благодійних вечорів.
- На фасаді львівського будинку № 34 на вулиці Вишенського, де польська поліція заарештувала О. Басараб-Левицьку з подругою, встановлено пам'ятну табличку.
- У місті Бурштин встановлено пам'ятник О. Басараб-Левицькій.
- У селі Іванків Борщівського району Тернопільської області, на малій батьківщині її чоловіка Дмитра, встановлено пам'ятник Ользі Басараб.

Пам'ятники та пам'ятні дошки
Могила Ольги Басараб (автор проекту надгробку - Роберт Лісовський)
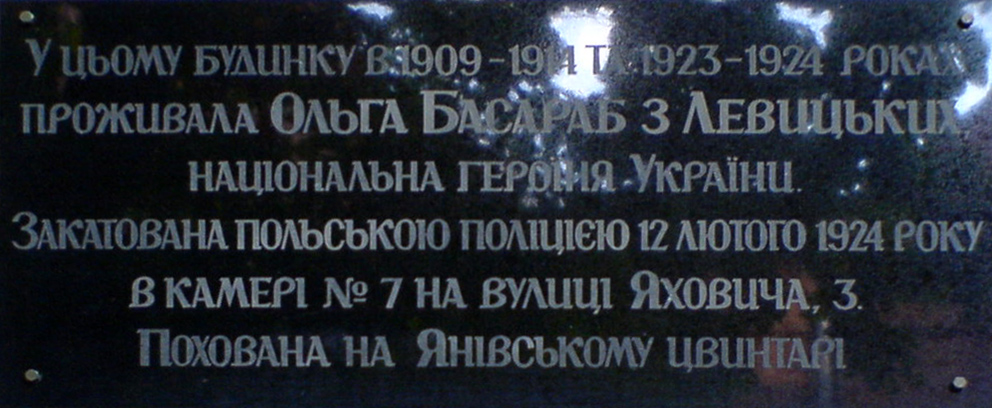
Пам'ятна табличка на будинку № 34 по вулиці Вишенського, де проживала Ольга Басараб м. Львів

### Вулиці, названі на її честь
На честь Ольги Басараб-Левицької названо вулиці міст України, зокрема Львова, Луцька, Івано-Франківська, Стрия, Калуша, Конотопа, Кривого Рогу.

### Організації, названі на її честь
- Організація Українок Канади імені Ольги Левицької-Басараб
- Відділ Союзу Українок в Австралії імені Ольги Левицької-Басараб
- Пластовий курінь ч. 6 ім. Ольги Левицької-Басараб (станиця Львів)

### У літературі
- Ольга Левицька-Басараб є однією з героїнь роману «Країна Ірредента» Романа Іваничука.
- Бажанський М. Як загинула Ольга Басарабова [Архівовано 16 серпня 2021 у Wayback Machine.]. — Прага: Секція Мистців, Письменників та Журналістів УНО в Празі, 1941. — 24 с.